# Pogrome von Kairo
Die Pogrome von Kairo waren antisemitische Unruhen durch muslimische Einwohner in Ägypten gegen die jüdische Gemeinde von Kairo. Die Pogrome begannen Ende 1945 und hielten bis 1949 an. Dabei kam es zu Bombenanschlägen und Morden.

## Ablauf der Pogrome
Im Jahr 1945 brachen durch den Aufstieg des arabischen Nationalismus im Königreich Ägypten und die Ausbreitung von antijüdischen und antiwestlichen Stimmungen innerhalb der muslimischen Bevölkerung Unruhen aus. Bei den blutigen Aktionen wurden mindestens 10 Juden getötet und 350 verletzt. Eine Synagoge, ein jüdisches Krankenhaus und ein jüdisches Krankenheim wurden niedergebrannt. An den Pogromen beteiligten sich auch Mitglieder der Jungägyptischen Partei.
Zahlreiche Gewaltakte gegen ägyptische Juden folgten in den weiteren Jahren. Im Jahr 1948 kam es im jüdischen Viertel zu Bombenanschlägen, die 70 Juden töteten und über 200 verletzten. Die zeitgleich stattfindenden antisemitischen Unruhen forderten weitaus mehr Menschenleben. Im Jahr 1949 tötete ein Bombenanschlag im Jüdischen Viertel von Kairo 34 Einwohner und verletzte 80 schwer.
Während der 1950er Jahre wurden die Ereignisse von 1949 kaum bis gar nicht aufgearbeitet, während die Juden in  Ägypten unter der politischen Instabilität aufgrund des anhaltenden Israelisch-Ägyptischen Konflikts litten und sporadisch noch weiterer Gewalt ausgesetzt waren. Dies führte schließlich zu Vertreibungen und zur Flucht von nahezu der gesamten jüdischen Gemeinschaft Ägyptens.